# Брезній Врх
Брезній Врх (словен. Brezni Vrh) — поселення в общині Радлє-об-Драві, Регіон Корошка, Словенія. Висота над рівнем моря: 543,6 м.